# Andrew Smith (Altphilologe)
Andrew Smith (* 21. Februar 1945) ist ein irischer Altphilologe und Philosophiehistoriker auf dem Gebiet der antiken Philosophie.
Nach dem B.A. in classics 1966 an der University of Hull arbeitete Smith dort und an der Universität Bern bei Willy Theiler zur späteren griechischen Philosophie. In der Folge war er 1969–1970 Assistant Lecturer im Department of Greek der Universität Liverpool bei Arthur Hilary Armstrong und Henry J. Blumenthal und Lecturer in Classics 1970–1974 am University College Galway, bevor er in derselben Funktion an das University College Dublin wechselte, wo er 1974–1992 zunächst Lecturer und 1992–2010 Professor of Classics war. 1984 hatte er ein Humboldt-Stipendium an der Universität München, im Jahr 2000 wurde er zum Mitglied der Royal Irish Academy ernannt.
Smith arbeitet vor allem zum Neuplatonismus, insbesondere zu Plotin und Porphyrios. Daneben pflegt er auch ein Interesse an der antiken Archäologie und der römischen Numismatik.

## Schriften (Auswahl)
- Lloyd P. Gerson (Hrsg.).: Plotinus. The Enneads. Translated by George Boys-Stones, John M. Dillon, Lloyd P. Gerson, Richard A. H. King, Andrew Smith and James Wilberding. Cambridge University Press, Cambridge 2018.
- Plotinus, Porphyry and Iamblichus. Philosophy and religion in Neoplatonism. Ashgate Variorum, Farnham 2011.
- Boethius, On Aristotle On interpretation 4–6. Translated by Andrew Smith. Bristol Classical Press, London 2011.
- Boethius, On Aristotle on interpretation 1–3. Translated by Andrew Smith. Duckworth, London 2010.
- (Hrsg.): The Philosopher and Society in Late Antiquity. Swansea 2005
- Philosophy in Late Antiquity. Routledge, London 2004, ISBN 0-415-22510-8.
- Porphyrios. In: Friedo Ricken (Hrsg.), Philosophen der Antike II. W. Kohlhammer, Stuttgart / Berlin / Köln 1996, S. 229–243.
- (Hrsg.): Porphyrii philosophi fragmenta. Teubner, Stuttgart 1993, ISBN 3-8154-1721-X (kritische Edition von Fragmenten aus verlorenen Werken des Porphyrios).
- Porphyry’s Place in the Neoplatonic Tradition. Den Haag 1974.